# Alex Obert
Pour les articles homonymes, voir Obert.
Alex Obert est un joueur américain de water-polo né le 18 décembre 1991 à Placentia, en Californie. Il a remporté avec l'équipe des États-Unis la médaille de bronze du tournoi masculin aux Jeux olympiques d'été de 2024, organisés à Paris.